# Бернли (футбольный клуб)
«Бе́рнли» (полное название — Футбольный клуб «Бернли», англ. Burnley Football Club, английское произношение: ['bɜrnli 'futbɔ:l klʌb]) — профессиональный английский футбольный клуб из города Бернли, графство Ланкашир. Является одним из клубов-основателей Футбольной лиги в 1888 году. Прозвище команды — «бордовые» — отражает главный цвет домашней формы.
Выступает в Премьер-лиге, высшем дивизионе в системе футбольных лиг Англии.
Клуб дважды становился чемпионом Англии (в сезонах 1920/21 и 1959/60), а также выигрывал Кубок Англии (в 1914 году). В 1961 году команда вышла в четвертьфинал Кубка европейских чемпионов. «Бернли» также является одним из пяти клубов, выигравших все четыре высших профессиональных дивизиона английского футбола (наряду с «Вулверхэмптон Уондерерс», «Престон Норт Энд», «Портсмутом» и Шеффилд Юнайтед).
Традиционные цвета команды (с 1910 года) — бордово-голубые, в честь доминировавшего в начале XX века в английском футболе клуба «Астон Вилла». Домашним стадионом клуба с 1883 года является «Терф Мур». Главным тренером клуба является Скотт Паркер, сменивший на этом посту  Венсана Компани 5 июля 2024 года.
Принципиальным соперником является «Блэкберн Роверс», матчи против которого носят название дерби Восточного Ланкашира.

## История
«Бернли» дважды становился чемпионом Первого дивизиона в сезонах 1920/21 и 1959/60, а также выиграл Кубок Англии в 1914 году, выиграв в финальном матче у «Ливерпуля» со счётом 1:0. «Бордовые» также выходили в четвертьфинал Кубка европейских чемпионов в 1961 году, уступив в нём немецкому «Гамбургу».
В 1976 году «Бернли» выбыл из высшего дивизиона, а с 1985 года и на протяжении ещё семи лет принимал участие в самом нижнем дивизионе Футбольной лиги. В 1987 году клуб был на грани выбывания а в Футбольную Конференцию. С 2000 года по 2008 год «Бернли» выступал во втором по важности дивизионе английского футбола (в настоящее время — Чемпионат Футбольной лиги).
В сезоне 2008/09, заняв по итогам чемпионата 5-е место, выиграл в финале серии плей-офф у «Шеффилд Юнайтед» (1:0) и вышел в Премьер-лигу, но уже в следующем сезоне выбыл из Премьер-лиги. В сезоне 2013/14 по итогам чемпионата «бордовые» сумели занять второе место и снова вернулись в Премьер-лигу. Однако клуб снова не смог удержаться в Премьер-лиге в сезоне 2014/15 и снова выбыл в Чемпионшип. По итогам сезона 2015/16 клуб выиграл Чемпионшип и вернулся в Премьер-лигу.
В сезоне 2016/17 клуб сохранил прописку в высшей лиге, заняв шестнадцатое место. Следующий сезон «бордовые» завершили на седьмом месте, которое позволило квалифицироваться команде в розыгрыш Лиги Европы УЕФА 2018/19. Это означало, что впервые за 51 год «Бернли» выступит в европейском кубке. Однако, до группового этапа турнира команда не добралась, так как потерпела поражение греческому «Олимпиакосу» в плей-офф раунде квалификации в турнире.
В декабре 2020 года американская инвестиционная компания ALK Capital выкупила 84 % доли клуба за 170 миллионов фунтов. Впервые в истории клуба его начал вести кто-либо, кроме фанатов и местных бизнесменов из Бернли.

## Идентичность

### Герб

Королевский герб.

В октябре 1886 года Альберт Виктор посетил матч Бернли и Болтон Уондерерс на Терф Мур, что стало первым визитом на футбольный матч члена королевской семьи. Чтобы почтить это событие, клуб получил набор белых свитеров с голубыми поясами и украшенных королевским гербом. В декабре 1887 года было впервые официально задокументировано использование королевского герба на форме игроков Бернли. Команда будет регулярно носить королевский герб вплоть до 1895 года, когда он исчез с рубашек игроков. Игру Бернли в финале Кубка Англии 1914 года наблюдал король Георг V, в тот момент королевский герб снова появился на форме ланкаширцев.
С 1914 года команда играла в форме без эмблем, хотя во время полуфинала кубка Англии 1935 года и финала этого же соревнования 1947 года на форме игроков был герб Бернли. В 1960 году команда во второй раз выиграла первый дивизион, благодаря чему ей было разрешено носить на форме герб города. В 1969 году герб Бернли был заменён на вертикальную монограмму «BFC». В 1975 году инициалы были размещены горизонтально и написаны золотым цветом. С 1979 года команда использовала новый логотип, но в 1983 году вернулась прежняя горизонтальная монограмма «BFC» уже белого цвета. Через четыре года Бернли возвратил прежний герб, использовавшийся с 1979 по 1983 год.

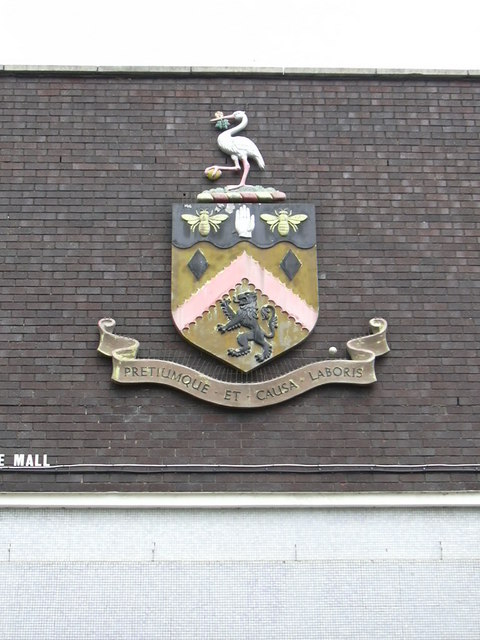
Действующий герб футбольного клуба Бернли.

В 2009 году с целью отметить 50-летие победы в первом дивизионе, Бернли решил вернуть на игровую форму использовавшийся с 1960 по 1969 год герб. В следующем сезоне латинский девиз «Pretiumque et Causa Laboris» (рус.: «Приз и причина [нашего] труда». англ «The prize and the cause of [our] labour») был заменён надписью «Burnley Football Club».
В настоящее время логотипом клуба является герб города Бернли. Аист на вершине связан с семьёй Старки, игравших видную роль в сельской местности Бернли. Во рту птица держит кружевной узел — символ семейства Ласси, в средние века управлявших Бернли и Блэкбернширом. Аист стоит на холме (Пеннинские горы) и хлопке, символизирующих хлопковое наследие города. Рука на чёрной полосе обозначает девиз города «Hold to the Truth», полученный от семейства Таунли. Две пчелы обозначают «оживлённую атмосферу» и поговорку «занят как пчела», а также разрушенный Bee Hole End на Терф Муре. Волнистая бордовая линия обозначает реку Бран, протекающую через этот населённый пункт. Лев обозначает королевскую власть, как напоминание о визите принца Альберта в 1886 году.

### Форма

#### Домашняя
| 2010/11 | 2011/12 | 2012/13 | 2013/14 | 2014/15 | 2015/16 | 2016/17 | 2017/18 | 2018/19 | 2019/20 | 2020/21 |
| 2021/22 | 2022/23 | 2023/24 |         |         |         |         |         |         |         |         |

#### Гостевая
| 2010/11 | 2011/12 | 2012/13 | 2013/14 | 2014/15 | 2015/16 | 2016/17 | 2017/18 | 2018/19 | 2019/20 | 2020/21 |
| 2021/22 | 2022/23 | 2023/24 |         |         |         |         |         |         |         |         |

#### Резервная
| 2012/13 | 2014/15 | 2018/19 | 2019/20 | 2020/21 | 2021/22 | 2022/23 |

Источники:,

## Дерби
Главными соперниками команды является клуб Блэкберн Роверс, матчи между ними известны как дерби Восточного Ланкашира по месту нахождения команд. Игры между этими сторонами из бывших мельничных городов также известны как «Дерби хлопковых мельниц» (англ. «Cotton Mills derby»), хотя данный термин используется редко. Обе команды были основателями футбольной лиги, а также победителями первого дивизиона и обладателями кубка. Бернли и Блэкберн находятся друг от друга на расстоянии 14 миль, и, помимо географической близости, их противостояние имеет давнюю историю: первая игра состоялась в 1888 году в футбольной лиге. Хотя их первая встреча в формате товарищеского матча состоялась четырьмя годами ранее. Согласно статистике с учётом матчей вне лиги, Бордовые имеют 49 побед, в то время как их соперники — 45. На самом деле, по географическому принципу самым ближайшим соперником должен был стать Аккрингтон Стэнли, но так как обе команды ещё не встречались друг с другом на соревнованиях одного уровня (в отличие от Аккрингтона), между ними нет особой вражды.
Другими соперниками на местном уровне для Бернли являются Блэкпул, Болтон Уондерерс и Престон Норт Энд. Команды регулярно играли друг с другом в лиге и в кубках, по состоянию на 2019—2020 год самым частыми матчами в клубной истории были игры Бернли с Престоном . В то же время команда является участником Дерби Роз вместе с соседними западно-йоркширскими клубами Брэдфорд Сити и Лидс Юнайтед. В 1990-х годах особой остротой были отмечены игры низших лигах между Бордовыми и клубами Галифакс Таун, Плимут Аргайл, Рочдейл и Стокпорт Каунти, хотя враждебные чувства были в основном односторонними.

## Основной состав
| 1  | Словакия   | Вр  | Мартин Дубравка          | 1989 |  |  |  |  |  |
| 20 | Франция    | Вр  | Этьенн Грин              | 2000 |  |  |  |  |  |
| 32 | Чехия      | Вр  | Вацлав Гладки            | 1990 |  |  |  |  |  |
|    |            |     |                          |      |  |  |  |  |  |
| 2  | Дания      | Защ | Оливер Сонне             | 2000 |  |  |  |  |  |
| 3  | Нидерланды | Защ | Шуранди Самбо            | 2001 |  |  |  |  |  |
| 4  | Англия     | Защ | Джо Уорралл              | 1997 |  |  |  |  |  |
| 5  | Франция    | Защ | Максим Эстев             | 2002 |  |  |  |  |  |
| 6  | Англия     | Защ | Си Джей Иган-Райли       | 2003 |  |  |  |  |  |
| 12 | Англия     | Защ | Башир Хамфрис            | 2003 |  |  |  |  |  |
| 14 | Уэльс      | Защ | Коннор Робертс           | 1995 |  |  |  |  |  |
| 23 | Бразилия   | Защ | Лукас Пирес              | 2001 |  |  |  |  |  |
| 36 | Германия   | Защ | Йордан Байер             | 2000 |  |  |  |  |  |
|    |            |     |                          |      |  |  |  |  |  |
| 8  | Англия     | ПЗ  | Джош Браунхилл (капитан) | 1995 |  |  |  |  |  |
| 21 | Англия     | ПЗ  | Эрон Рэмзи               | 2003 |  |  |  |  |  |

| 24 | Ирландия                    | ПЗ  | Джош Каллен    | 1996 |  |  |  |  |  |
| 28 | Тунис                       | ПЗ  | Ханнибал       | 2003 |  |  |  |  |  |
| 29 | Англия                      | ПЗ  | Джош Лоран     | 1995 |  |  |  |  |  |
| 31 | Бельгия                     | ПЗ  | Майк Тресор    | 1999 |  |  |  |  |  |
| 10 | Бельгия                     | ПЗ  | Бенсон Мануэль | 1997 |  |  |  |  |  |
| 15 | Англия                      | ПЗ  | Нейтан Редмонд | 1994 |  |  |  |  |  |
|    |                             |     |                |      |  |  |  |  |  |
| 11 | Англия                      | Нап | Джейдон Энтони | 1999 |  |  |  |  |  |
| 17 | Южно-Африканская Республика | Нап | Лайл Фостер    | 2000 |  |  |  |  |  |
| 19 | Нидерланды                  | Нап | Зиан Флемминг  | 1998 |  |  |  |  |  |
| 22 | Англия                      | Нап | Маркус Эдвардс | 1998 |  |  |  |  |  |
| 30 | Канада                      | Нап | Лука Колеошо   | 2004 |  |  |  |  |  |
| 34 | Нидерланды                  | Нап | Джейдон Банел  | 2004 |  |  |  |  |  |
| 35 | Англия                      | Нап | Эшли Барнс     | 1989 |  |  |  |  |  |
| 48 | Бельгия                     | Нап | Энок Агеи      | 2005 |  |  |  |  |  |

### Игроки в аренде
| \| № \| \| Поз. \| Имя \| Год рождения \| \| -- \| \| ---- \| ------------------------------------------------ \| ------------ \| \| 25 \| \| Нап \| Зеки Амдуни (в «Бенфике» до 30 июня 2025) \| 2002 \| \| 27 \| \| Нап \| Дарко Чурлинов (в «Ягеллонии» до 30 июня 2025) \| 2000 \| \| 44 \| \| Нап \| Дара Костелло (в «Нотргемптоне» до 31 мая 2025) \| 2002 \| \| 45 \| \| Нап \| Майкл Обафеми (в «Плимут Аргайл» до 31 мая 2025) \| 2000 \| |                         |      |                                                  |              |
| № |                         | Поз. | Имя                                              | Год рождения |
| 25 | Швейцария               | Нап  | Зеки Амдуни (в «Бенфике» до 30 июня 2025)        | 2002         |
| 27 | Флаг Северной Македонии | Нап  | Дарко Чурлинов (в «Ягеллонии» до 30 июня 2025)   | 2000         |
| 44 | Ирландия                | Нап  | Дара Костелло (в «Нотргемптоне» до 31 мая 2025)  | 2002         |
| 45 | Ирландия                | Нап  | Майкл Обафеми (в «Плимут Аргайл» до 31 мая 2025) | 2000         |

## Достижения

### Национальные
- Первый дивизион
  - Чемпион (2): 1920/21, 1959/60

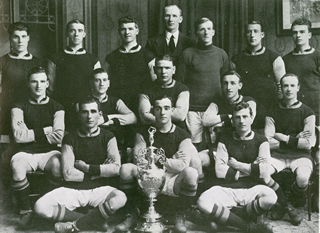
Чемпионский состав «Бернли» в сезоне 1920/21

  - Вице-чемпион (2): 1919/20, 1961/62
- Второй дивизион / Чемпионшип[30]
  - Победитель (4): 1897/98, 1972/73, 2015/16, 2022/23
  - Вице-чемпион (3): 1912/13, 1946/47, 2013/14
- Третий дивизион
  - Победитель: 1981/82
  - Вице-чемпион: 1999/2000
- Четвёртый дивизион
  - Победитель: 1991/92
- Кубок Англии
  - Обладатель: 1913/14
  - Финалист (2): 1946/47, 1961

### Международные
- Кубок европейских чемпионов
  - Четвертьфиналист: 1960/61
- Англо-шотландский кубок
  - Обладатель: 1978/79